# 29650 Toldy
29650 Toldy este un asteroid din centura principală de asteroizi.

## Descriere
29650 Toldy este un asteroid din centura principală de asteroizi. A fost descoperit pe 23 noiembrie 1998 la Modra de Adrián Galád și Peter Kolény. El prezintă o orbită caracterizată de o semiaxă mare de 2,31 ua, o excentricitate de 0,15 și o înclinație de 8,0° în raport cu ecliptica.